# Shukor Salleh
Shukor Salleh (Penang, Federación Malaya; 4 de diciembre de 1948) es un exfutbolista de Malasia que jugaba en la posición de centrocampista.

## Carrera

### Club
Jugó toda su carrera con el Penang FA con el que debutó en 1966 con 18 años, y con el que se retiraría en 1985 a los 37 años, logrando ganar seis campeonatos, incluyendo el de la Liga Malaya de 1982.

### Selección nacional
Shukor Salleh debutó con Malasia en la King's Cup de 1970. Jugó en 172 partidos con la selección nacional, siendo actualmente el segundo jugador con más apariciones con la selección nacional solo detrás de Soh Chin Aun.
Participó en los Juegos del Sudeste Asiático, en dos ediciones de los Juegos Asiáticos y 2 veces en la Copa Asiática. También había logrado la clasificación a los Juegos Olímpicos de Moscú 1980, pero Malasia fue uno de los países participantes del boicot y su lugar fue ocupado por Irak. Malasia había vencido en el play-off a Corea del Sur por  2–1 en el Merdeka Stadium.

## Tras el retiro
Al retirarse recibió el premio de la Figura Deportiva Maal Hijrah por la Penang Malay Association. El 17 de septiembre de 2014 la revista FourFourTwo lo colocó entre los 25 mejores futbolistas malayos de todos los tiempos.

## Logros

### Jugador
- Burnley Cup: 1966
- Malaysia Kings Gold Cup: 1968, 1969
- Copa de Malasia: 1974
- Aga Khan Gold Cup: 1976
- Malaysia League: 1982

### Selección nacional
- Juegos del Sudeste Asiático: 1977, 1979
- King's Cup: 1972, 1977
- Copa Merdeka: 1973, 1974, 1976, 1979
- Copa Independencia de Vietnam del Sur: 1971[13]

### Individual
- Deportista Nacional Malayo: 1977
- Atleta Masculino de Penang 1978/1979[14]
- Club del Siglo de la AFC 1999[15][16]
- Equipo Ideal Malayo de todos los tiempos por Goal.com: 2020[17]
- Equipo Ideal de Malasia por la IFFHS: 2022[18]

### Órdenes
- Malasia
  -  Miembro de la Orden de Defensor del Reino (A.M.N.) (1978)[19]
  -  Oficial de la Orden del Defensor del Estado (DSPN) – Dato’[19]